# Castelul Csernovics din Macea
Castelul Csernovics (sau Cernovici) este un monument istoric și arhitectonic, situat în localitatea Macea, județul Arad.

## Istoric
Istoria castelului este legată de cea a familiei nobiliare de origine sârbă Csernovics care în anul 1720 primesc de la Imperiul Austriac titlu nobiliar. În anul 1724, Mihai și fiul său Ioan primesc mai multe domenii printre care și Macea. În același an sunt demarate lucrările la o reședința în comună. Lucrările se sfârșesc probabil în anul 1745, anul morții lui Mihai. În această perioadă castelul avea o singură aripă, cea de est. Soția lui Mihai, Ana, devine urmatoarea proprietară și cea care va cumpăra domeniile Curtici și Cutos. Nepotul lui Mihai, Lazar Csernovics este cel care va primi în anul 1793 titlul de Graf (Grof). În anul 1804, Pavel Csernovics ajunge proprietar al domeniului Macea. El se va ocupa de amenajarea reședinței. Fiul său, Petru este cel care dupa o călătorie efectuată în 1845 în Orientul Apropiat va aduce specii exotice precum Ginko Biloba, în grădina parcului ce împrejmuia castelul. Totuși, Petru este și cel care va face ca reședința să iasă de sub stăpânirea familiei Csernovics, pierzându-l, conform unor mărturii, la un joc de cărți.
Următorii proprietari vor fi din familia Nagy Karolyi, primul fiind Gyorgy Karolyi. El va demara în 1862 o nouă modificare a castelului și o extindere prin construirea celei de-a doua aripi, și a turnului înalt de 30 de metri. Această adăugire aduce castelului asemănarea cu modelele în vogă din Franța. Fiul său, Tibor Karolyi, se va ocupa mai mult de extinderea parcului care va avea o suprafată de 100 de holde de pădure plantată. În anul 1900, proprietar al domeniului este Gyula Karolyi, cel care îl va aduce pe fotograful Ruhm Odon să imortalizeze castelul. O imagine s-a păstrat până în ziua de astăzi. Tot el este cel care adaugă o terasă metalică la corpul vechi.

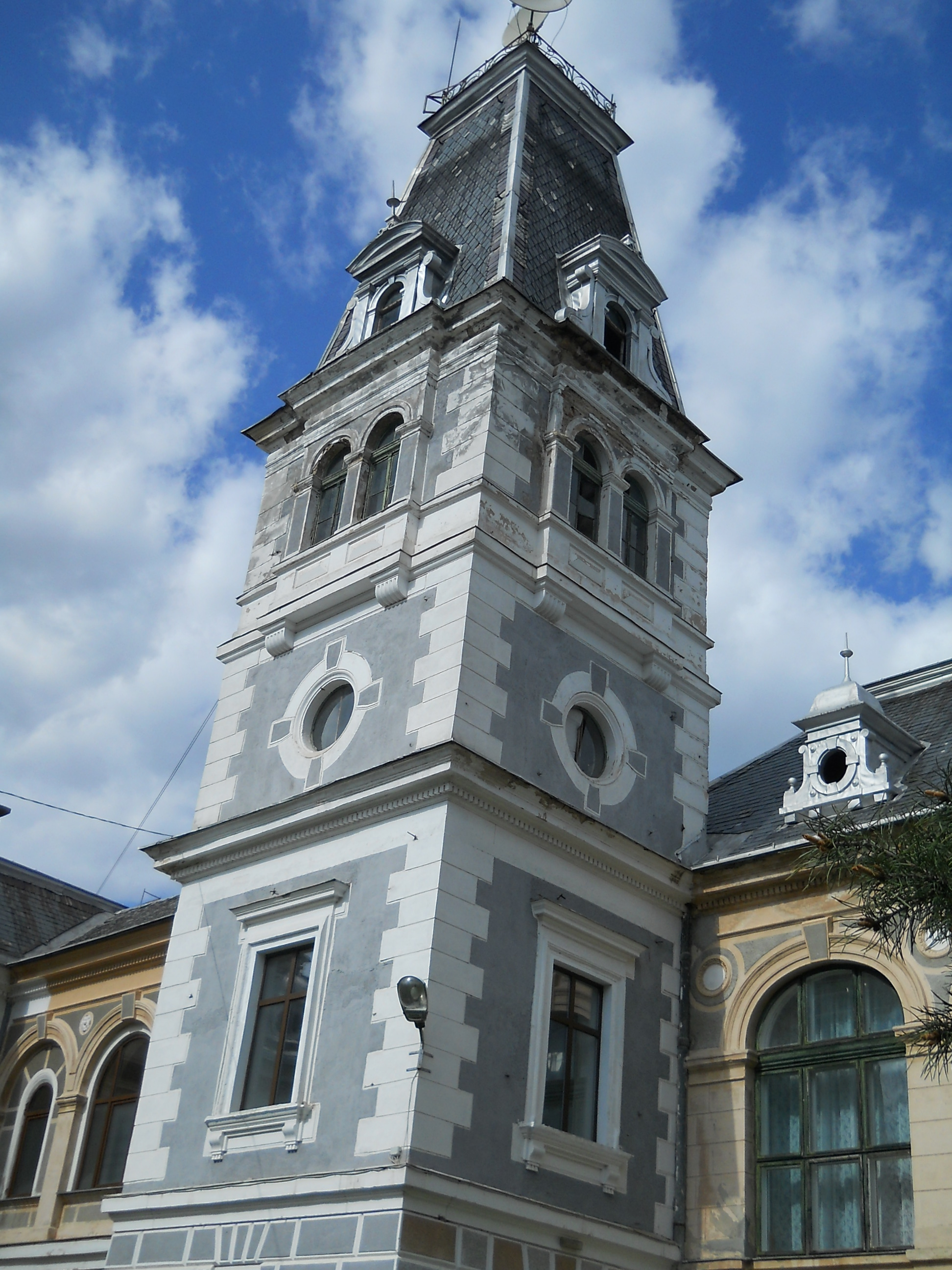
Turnul castelului

După 1912, groful nu se mai ocupă de castel, axându-se în mod special de moșie. Începând cu 1920, Gyula Karolyi se retrage la reședința sa de la Budapesta. În 1939, castelul și parcul trec în proprietatea medicului Adam Iancu din Curtici. Acesta le va poseda până la naționalizarea lor în anul 1948. După această dată castelul va avea mai multe destinații printre care orfelinat, azil pentru orbi, centru de reeducare pentru copiii orfani sau sediu al Cooperativei Agricole.

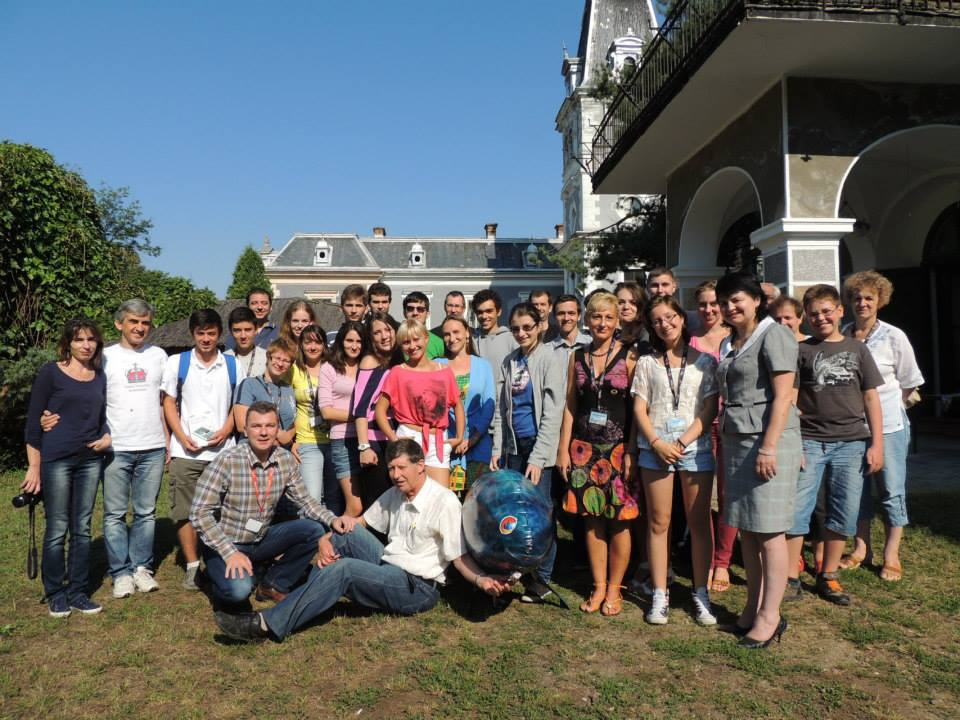
Fotografie de grup a participanților la Școala de Vară de Software Liber „Informatica la Castel”, ediția 2013 - Castelul Cernovici din Macea, jud. Arad, România

După Revoluție, începând cu anul 1991, castelul și grădina botanică au fost închiriate de către Universitatea de Vest „Vasile Goldiș” din Arad, fiind, într-un final, achiziționate de aceasta, recent. După necesare renovări, Universitatea utilizează castelul drept centru academic de conferințe, pentru evenimente cum sunt întâlnirile universitare cu participare internațională sau Școala de vară de Software Liber „Informatica la Castel” (școală anuală pe teme de IT și educație, începând din anul 2003).

## Arhitectura
Din punct de vedere arhitectural, castelul prezintă o îmbinare de stiluri. Există elemente de baroc târziu (la parter și intrarea principală) ce aparțin perioadei în care castelul a aparținut familiei Csernovics. Tot în partea veche se observă elemente de inspirație bizantină (turnulețele), deși poate fi remarcată de asemenea lipsa unor forme gotice. Partea nouă, ridicată de familia Karolyi este mult mai simplă, mai modernă.
Acoperișul este construit din grinzi groase, dreptunghiulare și este acoperit cu ardezie, așezată sub forma de solz de pește (prezent la turnul mare și la cele doua turnulețe). Podul castelului este pavat cu căramidă așezată pe palancă.
Lucarnele sunt confecționate din lemn de brad, acoperite cu tabla de zinc (mai târziu tablă zincată)
Fundația este din piatră de codru (beton ciclopan), iar pereții din căramidă. La parter grosimea pereților, pe alocuri este de un metru. La etaj pereții sunt mai subțiri.
Intrarea principală în castel se face printr-o ușă mare din lemn de stejar, plasată sub terasa dinspre vest. Pe treptele din piatră cioplită se urcă la etaj, iar din coridorul lung se poate ajunge aproape în toate camerele de la etaj. Tot de aici se urcă la mansarda și terasa principală. Holul mare este prevăzut cu luminător din sticlă armată.
Urcând pe o scară aflată tot în holul mare ajungi pe terasa aflată deasupra intrării. Aici tronează blazonul familiei Karolyi. Este facut din ceramică arsă, aplicat pe perete, într-un cadru special zidit. La început s-a crezut că era blazonul familiei Csernovics, dar după descoperirea blazonului lor, specialiștii în heraldică îl atribuie familiei Karolyi. Balustrada are suporturi pentru vaze cu flori.

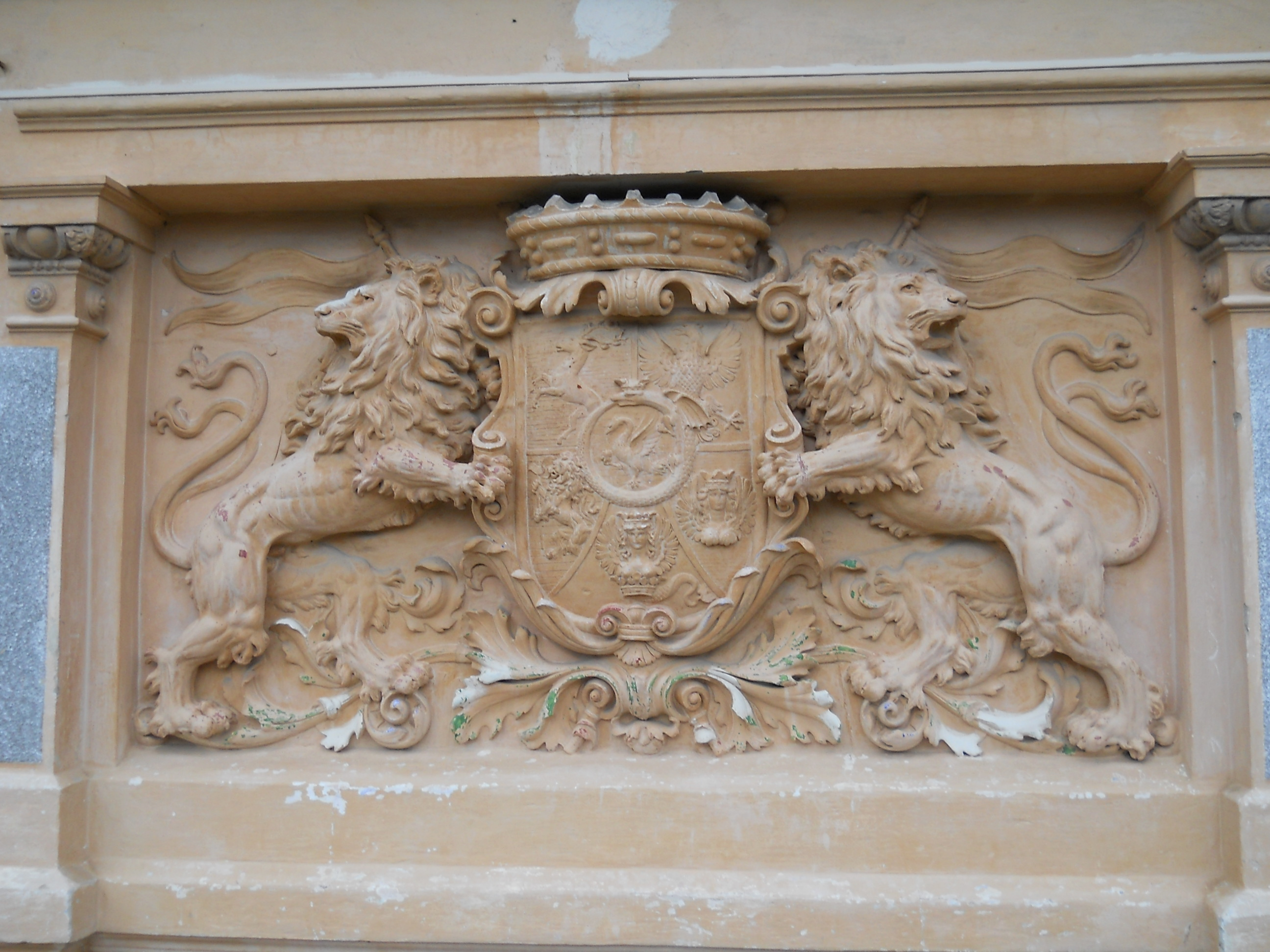
Blazonul Nagy Karolyi

Pereții interiori ai castelului, la început, au fost zugrăviti simplu, cu var, peste care se aplicau diferite modele colorate (flori, struguri, fructe etc.), dupa destinația camerei. Mai târziu, familia Karolyi a aplicat un tapet, iar camerele de la etaj erau îmbrăcate în draperii de diferite culori.
Pereții exteriori au fost tencuiți, cu forme dreptunghiulare imprimate cu un model asemănător fagurelui de miere. Mai târziu, pereții au fost îmbracați cu iederă, fiecare latură având o altă specie. Iedera era fixată în cuie speciale și tunsă plastic la ferestre. Odată cu venirea comuniștilor a fost dată jos cu ajutorul unui tractor.

## Legenda
Există o legendă locală care face referire la a o suta cameră a castelului, nedescoperită până în ziua de astăzi. Conform unor localnici care s-au aflat în parc după miezul noptii, ei au auzit sunetul unui pian la care se presupune că ar cânta însuși groful Karolyi, acesta aflându-se în interiorul celei de-a o suta camere.

## Gradina botanică
Strâns legată de istoria castelului, este istoria Grădinii botanice în interiorul căreia se află reședința nobiliară. Începută de familia Csernovics, în principal Mihai, primul care dorea trasarea unui parc în jurul edificiului ce era în construcție. La cumpărarea de către Karolyi parcul avea o întindere de 10 hectare (20 holde). În timpul lui Tibor Karolyi moșia avea deja 100 de holde de pădure plantată și populată cu fazani (localnicii o numea fățănărie). Odată cu angajarea lui Iosif Prohaska, începe o perioadă în care este gestionat aspectul exterior și arealul dendrologic. Astfel, are loc amenajarea fântânii arteziene și a unui teren de tenis. În anul 1968 devine în mod oficial Parc dendrologic. În 1990 este transferat în proprietatea Universității "Vasile Goldiș" din Arad, peste patru ani devenind Gradină botanică.

## Galerie

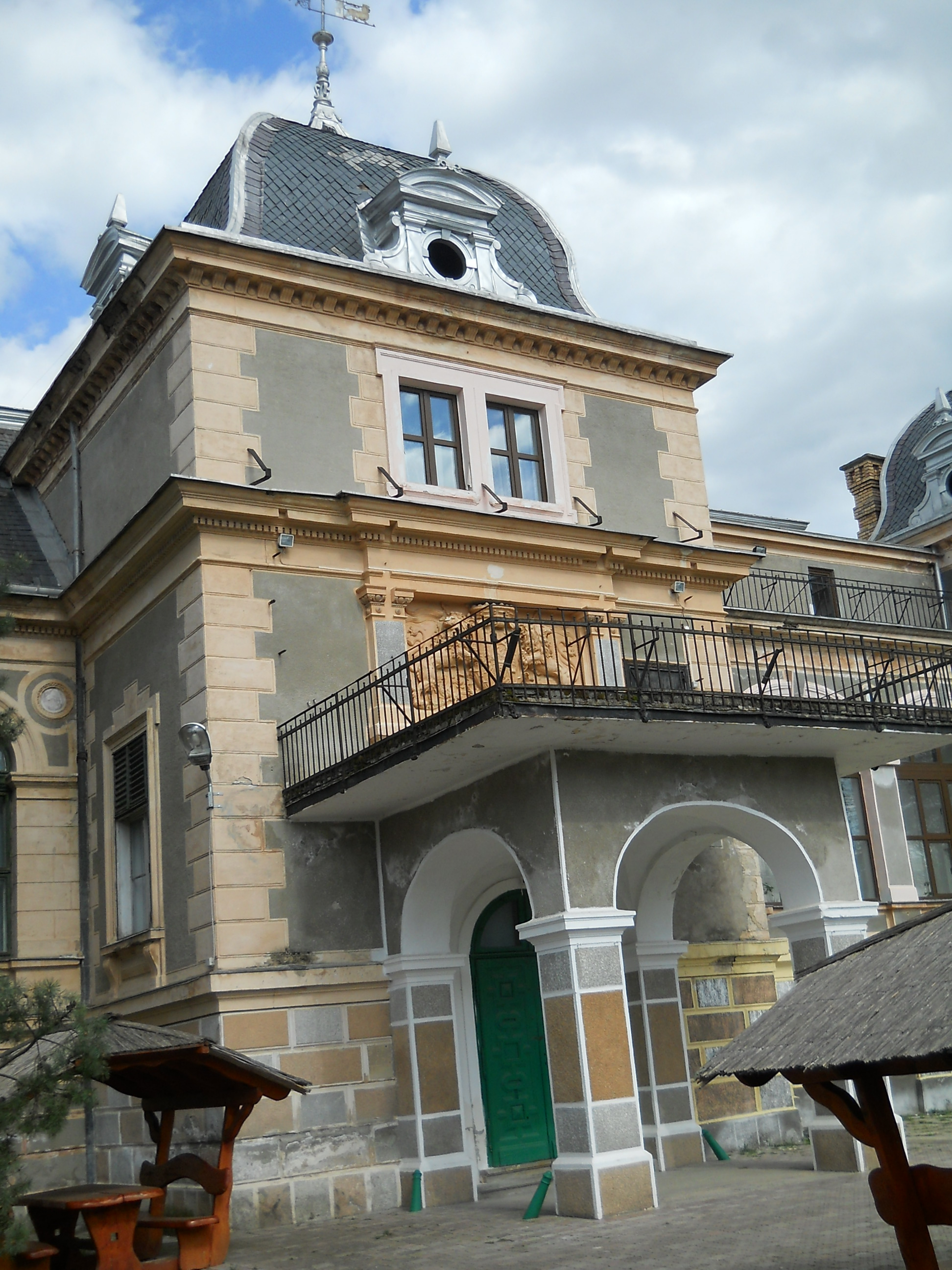
Intrarea principala
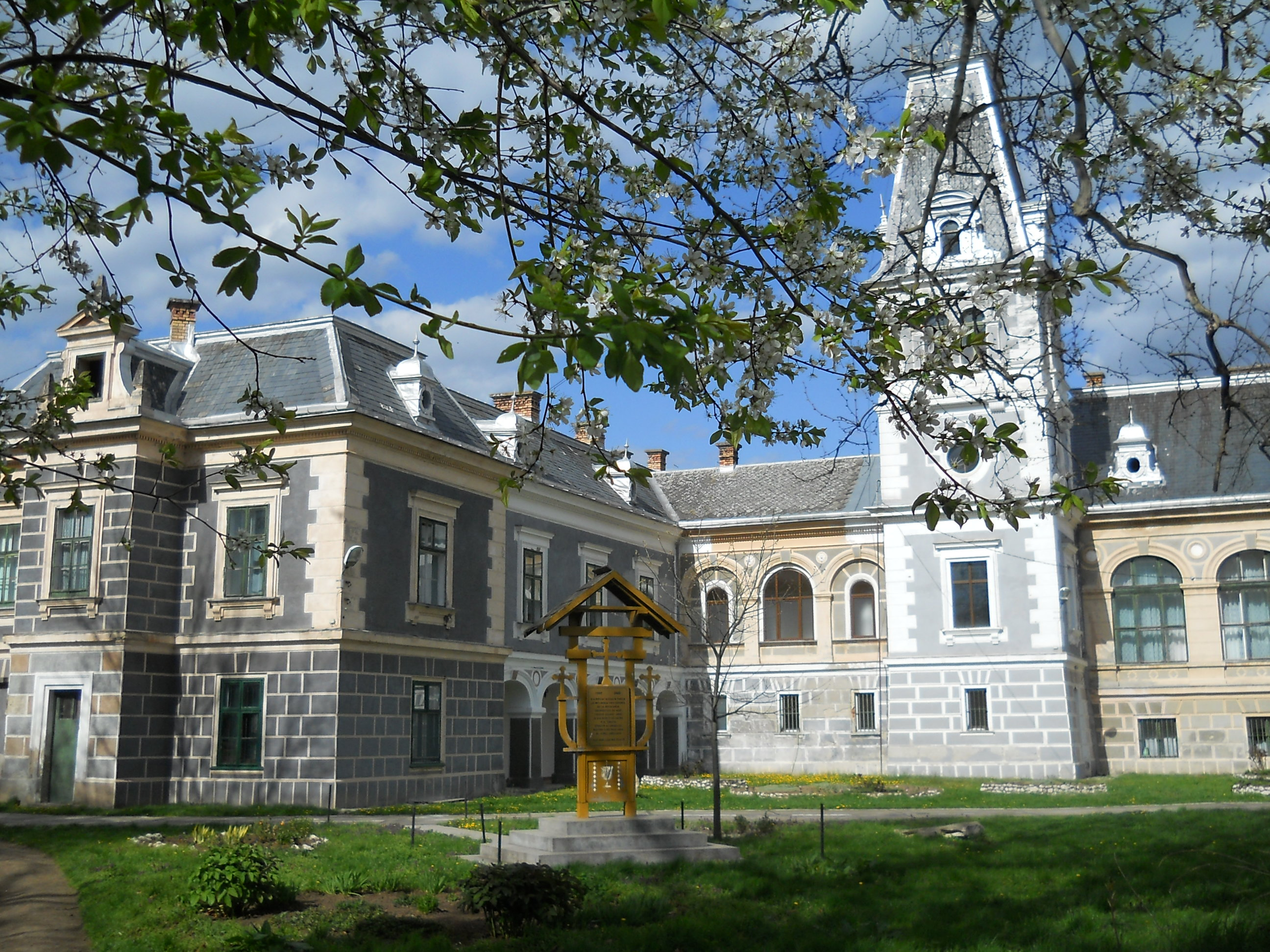
Aripa Karolyi
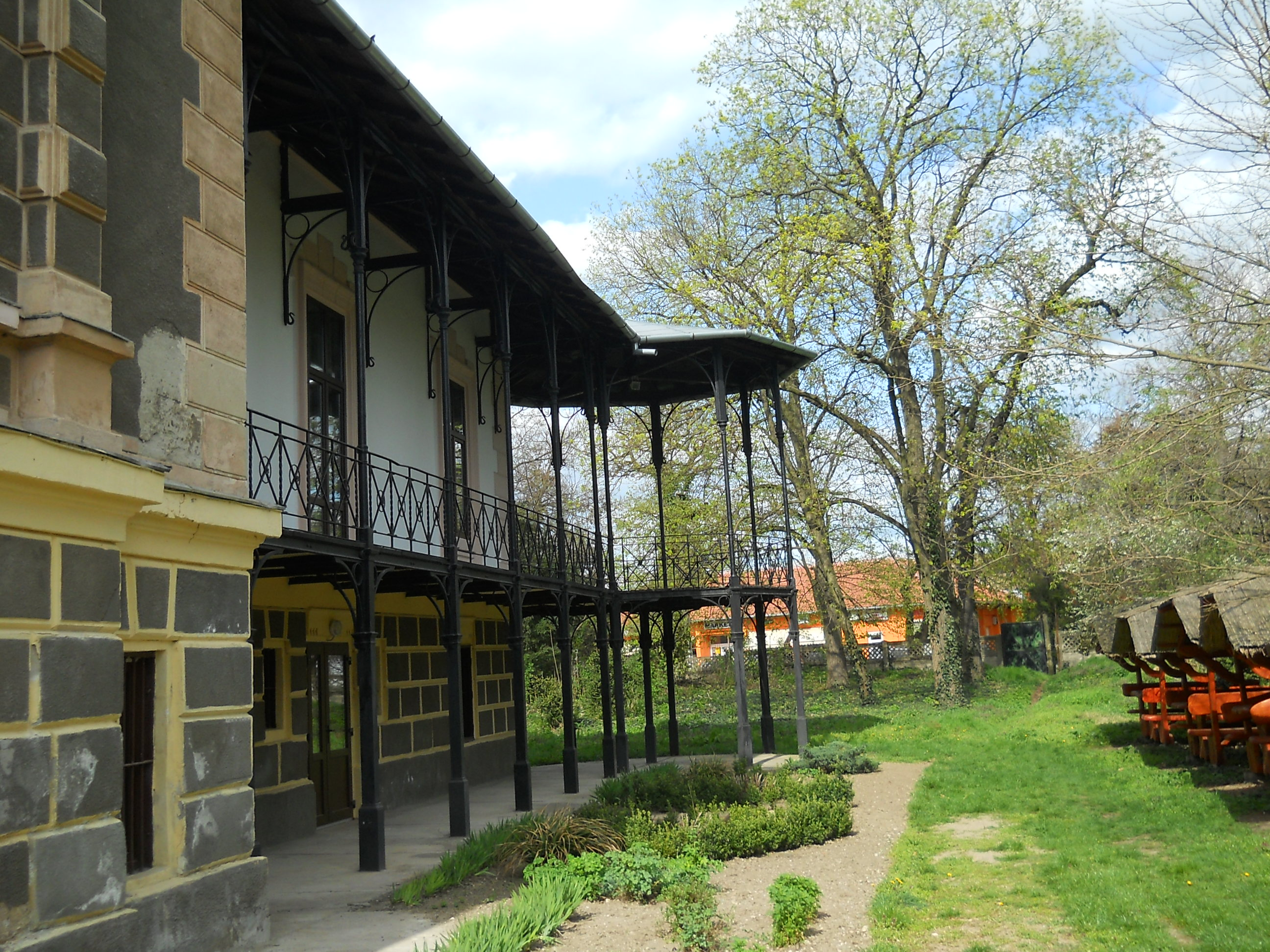
Terasa castelului
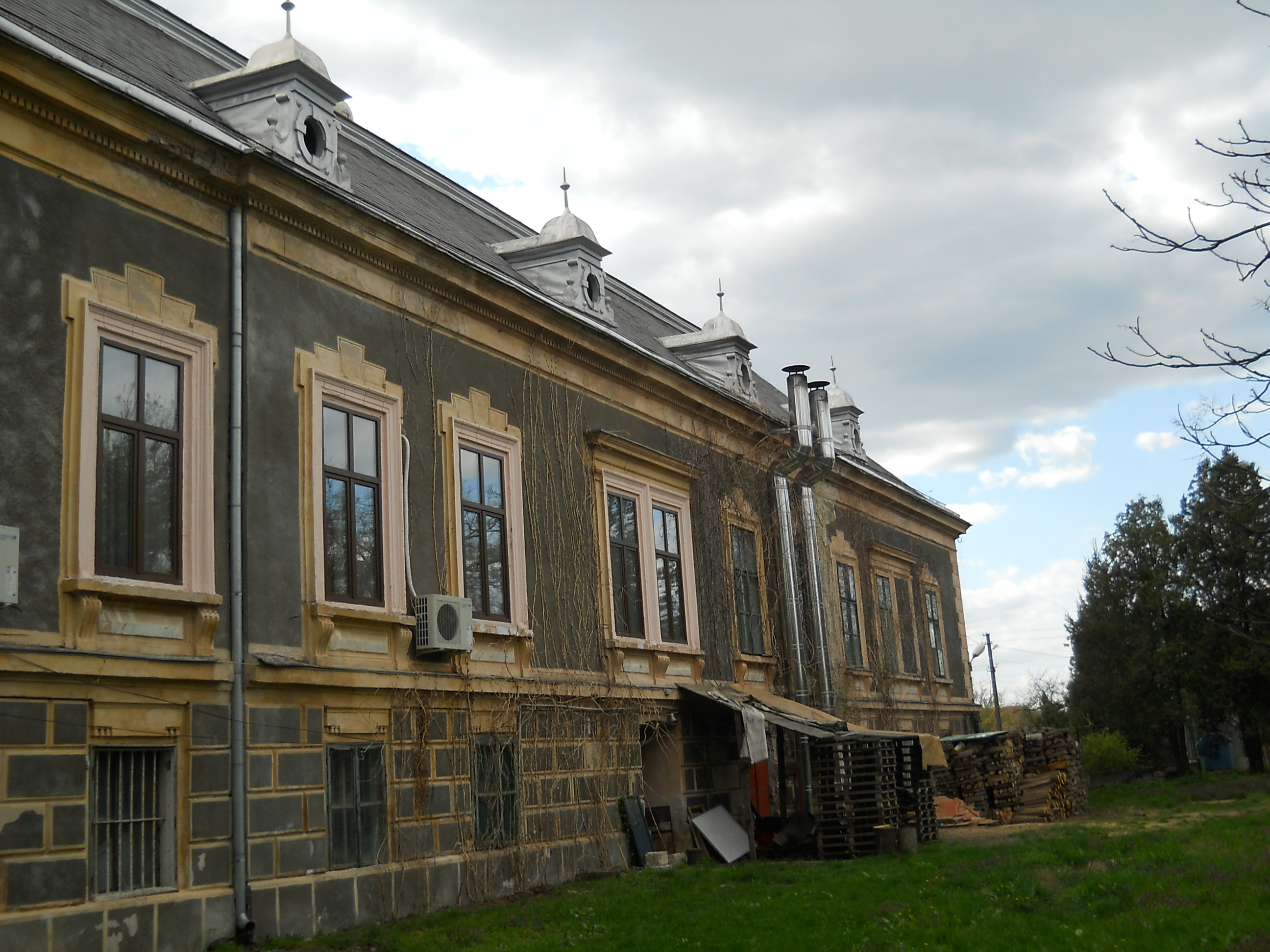
Partea dinspre sosea
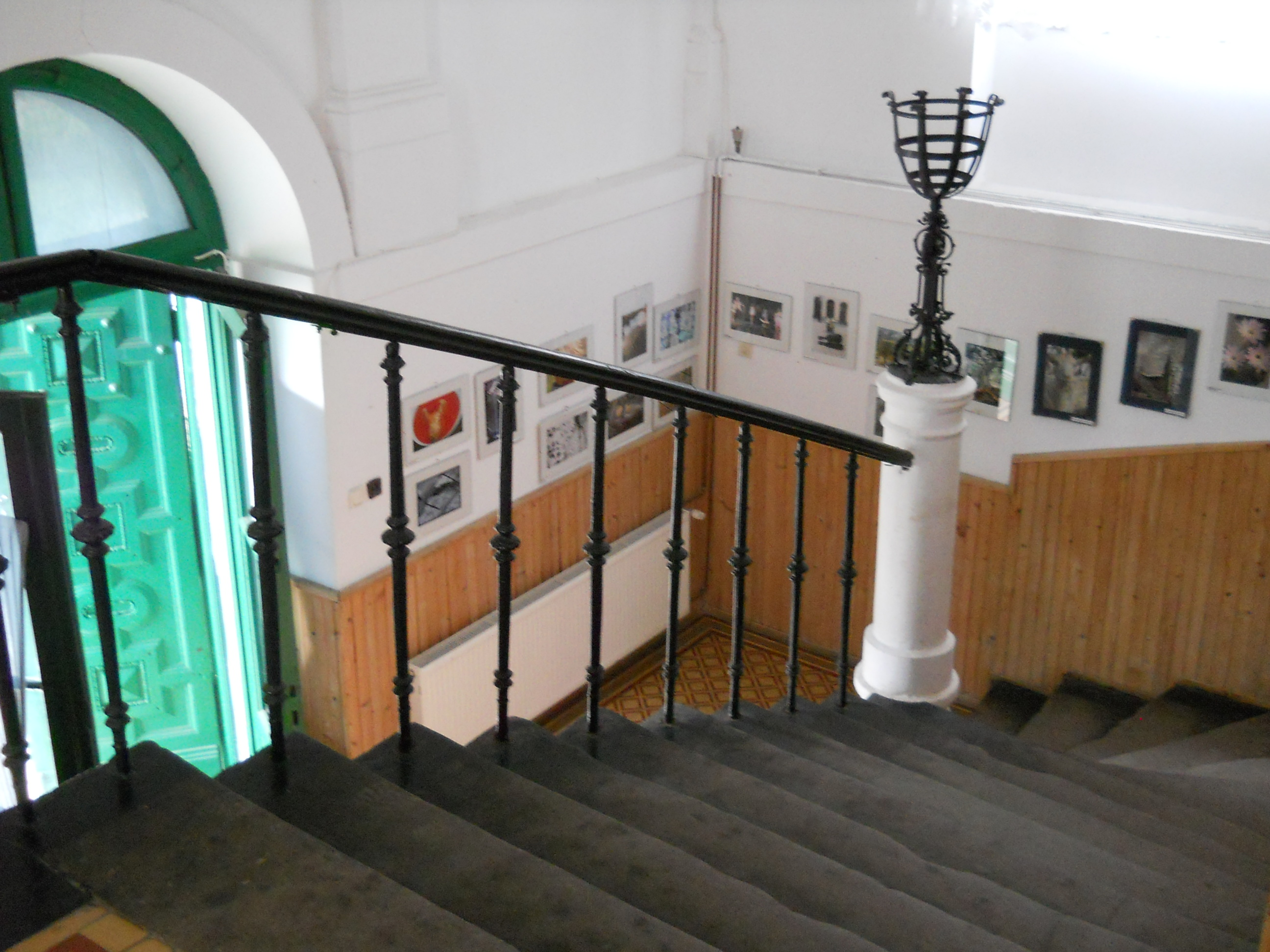
Scara principala
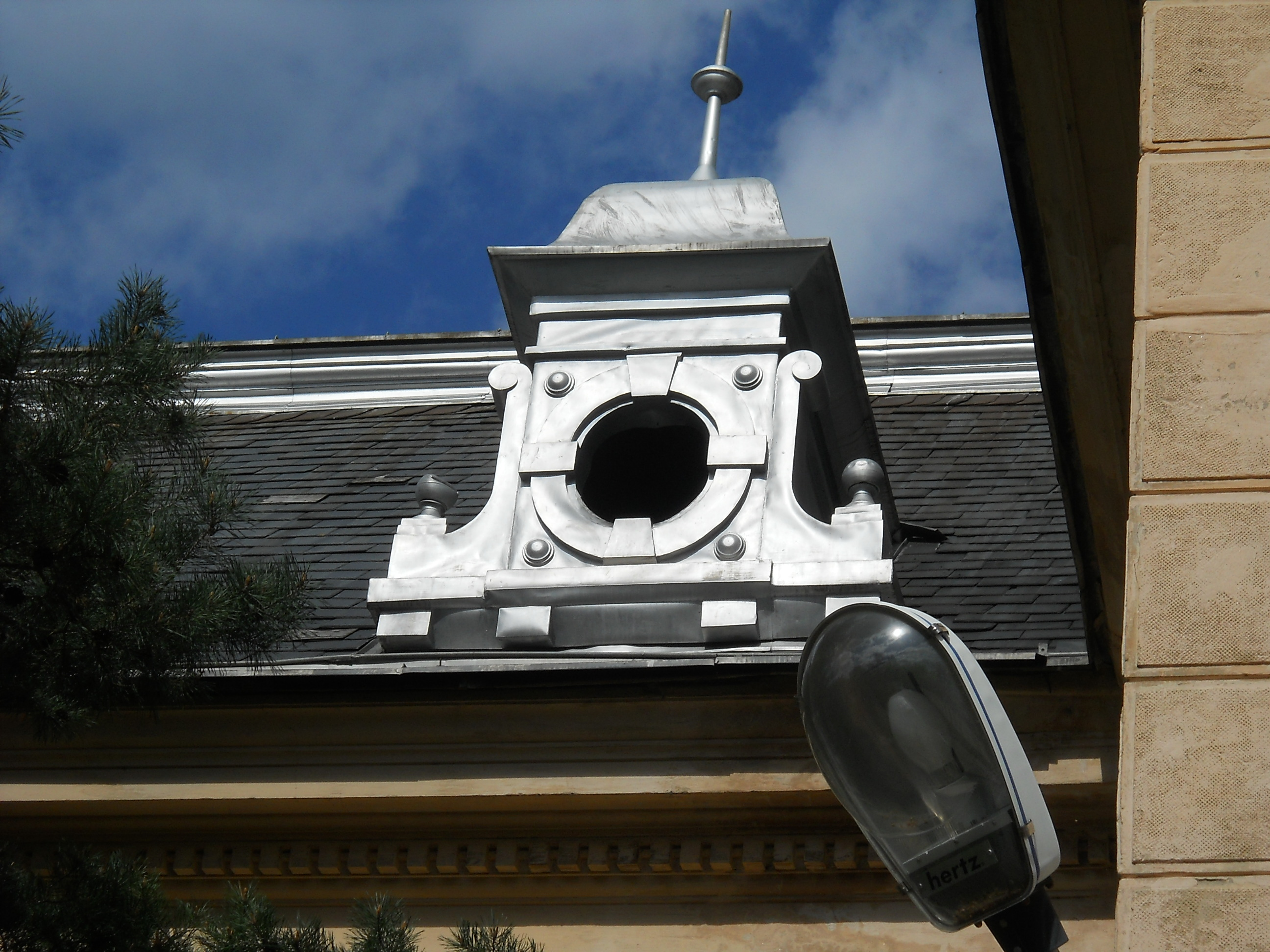
Lucarna
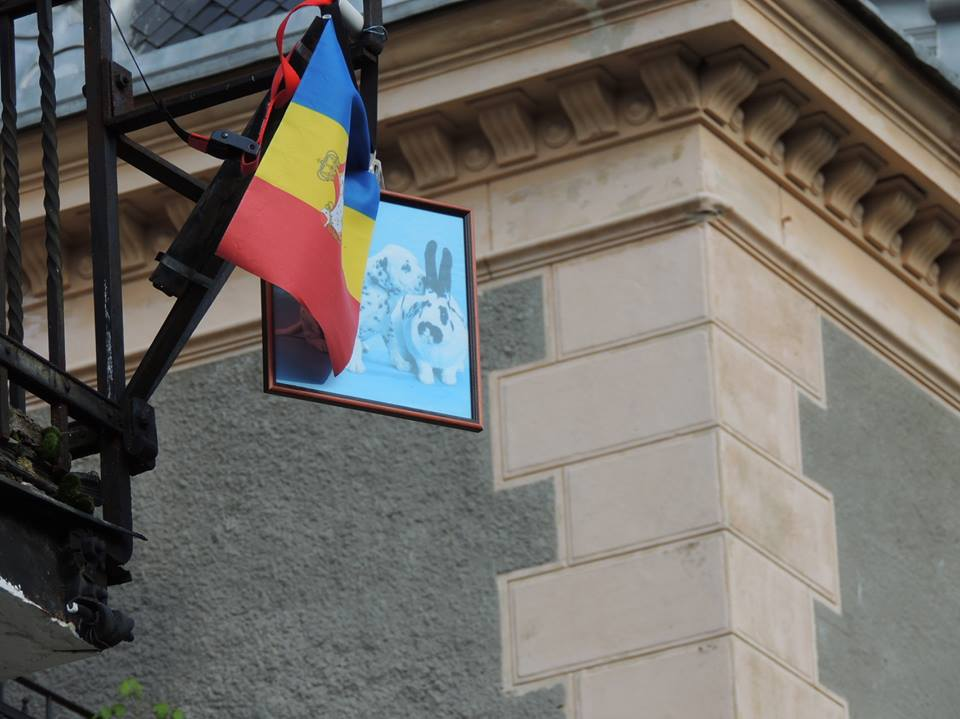
Un steguleț tricolor românesc purtând Stema Regală, arborat la castelul Cernovici în timpul Școlii de vară de Software Liber „Informatica la Castel”, ediția 2014